# Saison 5 de La France a un incroyable talent
Vous pouvez aider à l'améliorer ou bien discuter des problèmes sur sa page de discussion.
- Il n'est pas vérifiable et peut contenir des informations totalement erronées. Il est fortement conseillé aux contributeurs d'étayer son contenu par des sources fiables. Sans cela, sa suppression pourrait être envisagée. (si vous venez d'apposer le bandeau, veuillez cliquer sur ce lien pour créer la discussion et en afficher les indications). (Marqué depuis août 2024)
- Il peut contenir un travail inédit ou des déclarations non vérifiées. Vous pouvez l’améliorer en ajoutant des références. (Marqué depuis janvier 2022)

- Archive Wikiwix
- Bing
- Cairn
- DuckDuckGo
- E. Universalis
- Gallica
- Google
- G. Books
- G. News
- G. Scholar
- Persée
- Qwant
- (zh) Baidu
- (ru) Yandex
- (wd) trouver des œuvres sur Wikidata

Vous pouvez aider à l'améliorer ou bien discuter des problèmes sur sa page de discussion.
- Son admissibilité est à vérifier. Motif : Manque de sources, de références, TI. Les ref présentes ne sont pas qualitatives. Données chiffrées sans références. Info doublonnant l'article principal. Saison ne se démarquant pas particulièrement.. Vous êtes invité à le compléter pour expliciter son admissibilité, en y apportant des sources secondaires de qualité. (Marqué depuis mai 2025)
- Il ne cite pas suffisamment ses sources. Vous pouvez indiquer les passages à sourcer avec {{référence nécessaire}} ou {{Référence souhaitée}}, et inclure les références utiles en les liant aux notes de bas de page. (Marqué depuis janvier 2022)
- Certaines de ses couleurs nuisent à son accessibilité et ne respectent pas la charte graphique. Les couleurs ne sont pas interdites, mais il est conseillé d'en faire un usage modéré qui respecte les normes d'accessibilité. (Marqué depuis août 2024)
- Son texte doit être wikifié : il ne correspond pas à la mise en forme Wikipédia (style, typographie, liens internes, liens entre les wikis, etc.). (Marqué depuis août 2024)

- Archive Wikiwix
- Bing
- Cairn
- DuckDuckGo
- E. Universalis
- Gallica
- Google
- G. Books
- G. News
- G. Scholar
- Persée
- Qwant
- (zh) Baidu
- (ru) Yandex
- (wd) trouver des œuvres sur Wikidata

La cinquième saison de La France a un incroyable talent, émission française de divertissement, a été diffusée sur M6 du 3 novembre 2010 au 22 décembre 2010 et remportée par les deux enfants danseurs Axel Sampino et Alizée Bois, petite sœur de Elsa Bois.

## Présentateurs et jury
Les présentateurs ne changent pas par rapport à la saison précédente du programme. Elle est à nouveau présentée par Alex Goude et Sandrine Corman. L'émission La France a un incroyable talent, ça continue, diffusée en seconde partie de soirée, est quant à elle toujours présentée par Jérôme Anthony et Anthony Joubert, finaliste de l'édition 2008 d' Incroyable Talent.
Le jury est composé du producteur Gilbert Rozon, présent depuis la première saison, de la directrice artistique du Cirque Pinder, Sophie Edelstein, jurée lors des trois premières saisons et du chanteur Dave.

## Gain
Le(s) vainqueur(s) se verra(ont) remettre un chèque de 100 000 € et une intégration au Festival Juste pour rire de Montréal.

## Principe
Le format se décompose en 8 émissions.
Durant les 4 premières, les auditions, les candidats se produisent devant le jury, qui, au terme du numéro, décident ou non de les laisser continuer l'aventure. À la fin de cette première phase, le jury sélectionne 30 artistes parmi ceux qu'il a plébiscité, qui passent alors en demi-finale.
Lors de ces demi-finales, les candidats sont répartis en 6 groupes de 5. Parmi eux, 12 finalistes sont choisis par le jury (6) et le vote du public (6). Lors de la finale, seul le public peut élire le vainqueur.

## Auditions
Les auditions se déroulent durant 4 jours au palais des Arts et des Congrès, à Issy-les-Moulineaux, plus précisément du 15 au 18 septembre 2010. Environ 150 concurrents ont pu présenter leur numéro devant le jury. Chaque juré dispose d'un buzzer, qu'il peut actionner à n'importe quel moment durant le numéro. Si chaque juré a appuyé sur son buzzer, la performance s'arrête nette. Après chaque prestation, chaque juré doit donner son avis sur ce qu'il venait de voir, et indiquer s'il souhaitait que l'artiste passe ou non au tour suivant (« oui » ou « non »), les candidats obtenant 2 ou 3 « oui » étant sélectionnés.
- Axel Sampino et Alizée Bois
- Luan Shaolin
- Odette
- Acro bike
- Joe
- Groupe Ebène
- Mike blus
- Laure
- Iya
- Kalidor 2
- Moses
- Yoni
- Erick Bamy
- Famille Cormier
- Duo MainTenannT
- Kurt davis
- Robolange
- Alch3mi
- Slam jumper
- Sacha la grenouille

## Demi-finales
Les trois demi-finales ont eu lieu en direct du 1er décembre 2010 au 15 décembre 2010.
Dans chaque émission, 10 participants sont répartis en 2 groupes de 5. Dans chaque groupe, le public sélectionne un candidat pour la finale et le jury un autre, parmi les artistes ayant terminé deuxièmes et troisièmes (qui ne sont pas forcément annoncés tous deux dans l'ordre). Les jurés peuvent encore actionner leurs buzzers.

### Première demi-finale
Date de diffusion : le 1er décembre 2010

#### Candidats de la1redemi-finale
| Groupe 1                          | Groupe 1                          | Groupe 1                          | Groupe 1              | Groupe 1              | Groupe 1              | Groupe 1                | Groupe 1 |
| Ordre                             | Nom                               | Numéro                            | Buzz et Choix du Jury | Buzz et Choix du Jury | Buzz et Choix du Jury | Résultat                |          |
| Ordre                             | Nom                               | Numéro                            | Gilbert               | Sophie                | Dave                  | Résultat                |          |
| --------------------------------- | --------------------------------- | --------------------------------- | --------------------- | --------------------- | --------------------- | ----------------------- | -------- |
| 1                                 | Axel Sampino et Alizée Bois       | Danse                             |                       |                       |                       | Choisis par le public   |          |
| 2                                 | Iya                               | Football freestyle                |                       |                       |                       | Choisi par le jury      |          |
| 3                                 | Grace Rose                        | Chant                             |                       |                       |                       | Éliminée                |          |
| 4                                 | Gunter Sacckman JR                | Dresseur                          |                       |                       |                       | Non choisi par le jury  |          |
| 5                                 | Julia Webb                        | Magie                             |                       |                       |                       | Éliminée                |          |
| Groupe 2                          |                                   |                                   |                       |                       |                       |                         |          |
| 1                                 | Haspop                            | Danse                             |                       |                       |                       | Choisi par le jury      |          |
| 2                                 | Jovany                            | Performance                       |                       |                       |                       | Éliminé                 |          |
| 3                                 | Duo MainTenanT                    | Acrobatie                         |                       |                       |                       | Choisis par le public   |          |
| 4                                 | Lil'Unit                          | Danse                             |                       |                       |                       | Non choisis par le jury |          |
| 5                                 | Jasmine Vegas                     | Chant                             |                       |                       |                       | Éliminée                |          |
| Nombre de buzz par membre du jury | Nombre de buzz par membre du jury | Nombre de buzz par membre du jury | 6 buzz                | 3 buzz                | 4 buzz                | 13 buzz / 30 buzz       |          |

### Deuxième demi-finale
Date de diffusion : le 8 décembre 2010

#### Candidats de la2edemi-finale
| Groupe 1                          | Groupe 1                          | Groupe 1                          | Groupe 1              | Groupe 1              | Groupe 1              | Groupe 1                | Groupe 1 |
| Ordre                             | Nom                               | Numéro                            | Buzz et Choix du Jury | Buzz et Choix du Jury | Buzz et Choix du Jury | Résultat                |          |
| Ordre                             | Nom                               | Numéro                            | Gilbert               | Sophie                | Dave                  | Résultat                |          |
| --------------------------------- | --------------------------------- | --------------------------------- | --------------------- | --------------------- | --------------------- | ----------------------- | -------- |
| 1                                 | Sacha la Grenouille               | Contorsionnisme                   |                       |                       |                       | Choisi par le jury      |          |
| 2                                 | Erick Bamy                        | Chant                             |                       |                       |                       | Choisi par le public    |          |
| 3                                 | Didier                            | Magie/Acrobatie                   |                       |                       |                       | Éliminé                 |          |
| 4                                 | Alch3my                           | Chant                             |                       |                       |                       | Éliminés                |          |
| 5                                 | Pop'n'brothers                    | Danse                             |                       |                       |                       | Non choisis par le jury |          |
| Groupe 2                          |                                   |                                   |                       |                       |                       |                         |          |
| 1                                 | Joe                               | Danse/Yamakasi                    |                       |                       |                       | Non choisi par le jury  |          |
| 2                                 | Odette                            | Conteuse                          |                       |                       |                       | Choisie par le public   |          |
| 3                                 | Jean-François Martel              | Acrobatie                         |                       |                       |                       | Choisi par le jury      |          |
| 4                                 | Anthony                           | Chant                             |                       |                       |                       | Éliminé                 |          |
| 5                                 | Hervé                             | Hypnose                           |                       |                       |                       | Éliminé                 |          |
| Nombre de buzz par membre du jury | Nombre de buzz par membre du jury | Nombre de buzz par membre du jury | 5 buzz                | 1 buzz                | 0 buzz                | 6 buzz / 30 buzz        |          |

### Troisième demi-finale
Date de diffusion : le 15 décembre 2010

#### Candidats de la3edemi-finale
| Groupe 1 | Groupe 1            | Groupe 1            | Groupe 1              | Groupe 1              | Groupe 1              | Groupe 1                | Groupe 1 |
| Ordre    | Nom                 | Numéro              | Buzz et Choix du Jury | Buzz et Choix du Jury | Buzz et Choix du Jury | Résultat                |          |
| Ordre    | Nom                 | Numéro              | Dave                  | Sophie                | Gilbert               | Résultat                |          |
| -------- | ------------------- | ------------------- | --------------------- | --------------------- | --------------------- | ----------------------- | -------- |
| 1        | Natalia             | Acrobatie aquatique |                       |                       |                       | Choisie par le jury     |          |
| 2        | Alliance New Gospel | Chant               |                       |                       |                       | Non choisis par le jury |          |
| 3        | Kalidor II          | Fakir               |                       |                       |                       | Éliminé                 |          |
| 4        | Groupe Ébène        | Danse               |                       |                       |                       | Éliminés                |          |
| 5        | Origins             | Danse               |                       |                       |                       | Choisis par le public   |          |

| Groupe 2 | Groupe 2           | Groupe 2        | Groupe 2              | Groupe 2              | Groupe 2              | Groupe 2                | Groupe 2 |
| Ordre    | Nom                | Numéro          | Buzz et Choix du Jury | Buzz et Choix du Jury | Buzz et Choix du Jury | Résultat                |          |
| Ordre    | Nom                | Numéro          | Dave                  | Sophie                | Gilbert               | Résultat                |          |
| -------- | ------------------ | --------------- | --------------------- | --------------------- | --------------------- | ----------------------- | -------- |
| 1        | Yaman              | Danse/Acrobatie |                       |                       |                       | Choisi par le public    |          |
| 2        | La famille Cormier | Performance     |                       |                       |                       | Éliminés                |          |
| 3        | Laure              | Chant/Danse     |                       |                       |                       | Choisie par le jury     |          |
| 4        | Robolounge         | Robotisme       |                       |                       |                       | Éliminés                |          |
| 5        | Rockbox            | Chant           |                       |                       |                       | Non choisis par le jury |          |

Légende :
En gras = Les candidats qualifiés pour la finale
 = Choix du jury
 = Buzz du jury
1. ↑  Duo composé de Ludivine Furnon et de Nicolas Besnard.
2. ↑  La prestation du groupe "Robolounge" ne s'est pas déroulée comme prévu. En effet, une panne sur un robot a provoqué l'arrêt complet de la prestation. Le jury a donc buzzé celui-ci et le numéro s'est arrêté immédiatement.

## Finale

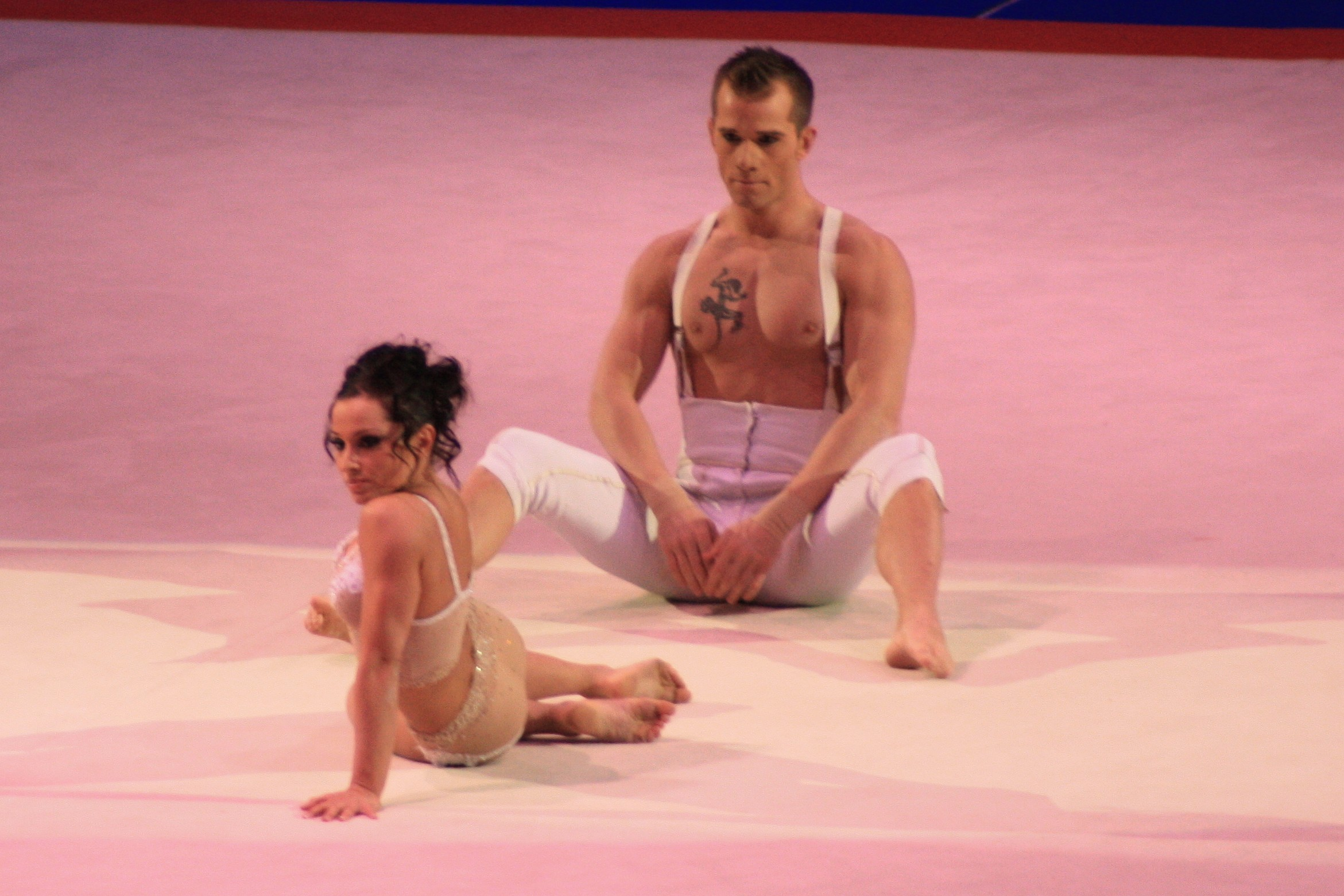
Duo MainTenanT (ici à Bercy en avril 2010), 6e de la finale de cette 5e saison.

Les douze derniers candidats se produisent une dernière fois. Le public est désormais seul à voter, et désignera le vainqueur. Le jury n'a plus qu'un avis consultatif, et ne peut plus buzzer.
Date de diffusion : le 22 décembre 2010
| Ordre | Classement | Nom                         | Numéro             | % des votes |
| ----- | ---------- | --------------------------- | ------------------ | ----------- |
| 1     | 1ers       | Axel Sampino et Alizée Bois | Danse              | 22,00 %     |
| 2     | 4e         | Érick Bamy                  | Chant              | 16,50 %     |
| 3     | 3e         | Yaman                       | Danse              | 17,00 %     |
| 4     | 8e         | Sacha la Grenouille         | Contorsionnisme    | 3,50 %      |
| 5     | 5e         | Odette                      | Conteuse           | 7,00 %      |
| 6     | 7e         | Haspop                      | Danse              | 4,00 %      |
| 7     | 11e        | Natalia                     | Acrobatie          | 0,35 %      |
| 8     | 10e        | Laure                       | Chant/Danse        | 1,75 %      |
| 9     | 6e         | Duo MainTenanT              | Danse              | 5,50 %      |
| 10    | 2d         | Iya                         | Football freestyle | 20,00 %     |
| 11    | 12e        | Jean-François Martel        | Acrobatie          | 0,15 %      |
| 12    | 9e         | Origins                     | Danse              | 2,25 %      |
| TOTAL | TOTAL      | TOTAL                       | TOTAL              | 100,00 %    |

1. ↑  Duo composé de Ludivine Furnon et de Nicolas Besnard.

## Audimat

### La France a un incroyable talent
| Épisode | Jour et horaire de diffusion                               | Téléspectateurs en million(s) | Parts de marché (sur les 4 ans et plus) | Référence |
| ------- | ---------------------------------------------------------- | ----------------------------- | --------------------------------------- | --------- |
| 1       | Mercredi 3 novembre 2010 (auditions jour 1) (20:40-22:35)  | 3 689 000                     | 14,8 %                                  | [ 1 ]     |
| 2       | Mercredi 10 novembre 2010 (auditions jour 2) (20:45-22:50) | 3 347 000                     | 13,4 %                                  | [ 2 ]     |
| 3       | Mercredi 17 novembre 2010 (auditions jour 3) (20:45-22:30) | 4 088 000                     | 16,4 %                                  | [ 3 ]     |
| 4       | Mercredi 24 novembre 2010 (auditions jour 4) (20:45-23:05) | 4 217 000                     | 18 %                                    | [ 4 ]     |
| 5       | Mercredi 1er décembre 2010 (1e demi-finale) (20:45-23:20)  | 3 130 000                     | 13,7 %                                  | [ 5 ]     |
| 6       | Mercredi 8 décembre 2010 (2e demi-finale) (20:45-23:20)    | 3 927 000                     | 17,7 %                                  | [ 6 ]     |
| 7       | Mercredi 15 décembre 2010 (3e demi-finale) (20:45-23:00)   | 3 255 000                     | 14 %                                    | [ 7 ]     |
| 8       | Mercredi 22 décembre 2010 (finale) (20:45-23:00)           | 3 928 000                     | 16,6 %                                  | [ 8 ]     |

Légende :
En fond vert = Les plus hauts chiffres d'audiences
En fond rouge = Les plus bas chiffres d'audiences

### La France a un incroyable talent, ça continue
| Épisode | Jour et horaire de diffusion             | Téléspectateurs en million(s) | Parts de marché (sur les 4 ans et plus) | Référence |
| ------- | ---------------------------------------- | ----------------------------- | --------------------------------------- | --------- |
| 1       | Mercredi 3 novembre 2010 (22:35-23:35)   | 2 100 000                     | 16 %                                    | [ 1 ]     |
| 2       | Mercredi 10 novembre 2010 (22:50-23:50)  | 2 400 000                     | 16,5 %                                  | [ 2 ]     |
| 3       | Mercredi 17 novembre 2010 (22:30-23:30)  | 2 600 000                     | 21 %                                    | [ 3 ]     |
| 4       | Mercredi 24 novembre 2010 (23:05-00:10)  | 1 700 000                     | 17 %                                    | [ 4 ]     |
| 5       | Mercredi 1er décembre 2010 (23:20-00:20) | 1 200 000                     | 13 %                                    | [ 5 ]     |
| 6       | Mercredi 8 décembre 2010 (23:25-00:05)   | 1 600 000                     | 17 %                                    | [ 6 ]     |
| 7       | Mercredi 15 décembre 2010 (23:00-23:50)  | 1 400 000                     | 14 %                                    | [ 7 ]     |
| 8       | Mercredi 22 décembre 2010 (23:00?-23:45) | 1 985 000                     | 17 %                                    | [ 8 ]     |

Légende :
En fond vert = Les plus hauts chiffres d'audiences
En fond rouge = Les plus bas chiffres d'audiences